# Crunk & B
Crunk & B egy speciális zeneműfaj ami a crunk-rap és a R&B keveréke.
Az első ilyen szám 2004-ben jelent meg Yeah! címmel Usher, Ludacris és Lil Jon előadásában.Ugyanebben az évben jelent még meg Ciara Goodies című száma, ami szintén crunk & b műfajú szám.

## Crunk&B előadók
- Lil Jon
- Usher
- One Chance
- Chris Brown
- Danity Kane
- T-Pain
- Ciara
- Cherish
- Lloyd
- DOGZ